# Echinapoderus enoplus
Echinapoderus enoplus es una especie de coleóptero de la familia Attelabidae.

## Distribución geográfica
Habita en Madagascar.